# 中環英雄 (電影)
《中環英雄》（英語：Don't Fool Me!），臺灣片名《天地雙尊》，是1991年上映的一部香港電影，邱礼涛擔任導演，劉德華、梁朝偉、毛舜筠與袁潔瑩主演。

## 剧情简介
黑社會痞子华英雄结识因脑瘤而被辞退的保险公司职员张豪杰，並因此进入保险公司工作，并很快得到上级梅小姐的垂青，譜出戀曲。失去了工作的张豪杰则混跡江湖，戀上了黑帮老大的女儿芬妮，却担心脑病拖累她而处处躲避之。华英雄幫忙张豪杰，到公司拿診斷書的時候恰巧遇上劫匪，最後，华英雄成功讓劫匪束手就擒，于是成为了「中環英雄」。

## 演员表
| 演員   | 角色                                   |
| 劉德華 | 華英雄，街头痞子                       |
| 梁朝偉 | 张豪杰，保险公司推销员，因患脑瘤而離職 |
| 毛舜筠 | 梅小姐，保险公司女上司，华英雄的情人   |
| 袁潔瑩 | 芬妮，黑帮老大的女儿，豪杰的情人       |
| 陳惠敏 | 黑帮老大                               |
| 成奎安 | 黑帮小弟                               |
| 黃秋生 | 黑帮小弟                               |
| 陈加玲 | 红衫客                                 |
| 黄一山 |                                        |
| 田丰   | 算命先生                               |
| 邵国华 |                                        |
| 李海生 |                                        |
| 梁十一 |                                        |

## 外部連結
- 香港影庫上《中環英雄》的資料（繁體中文）
- 開眼電影網上《天地雙尊》的資料（繁體中文）
- 豆瓣电影上《中環英雄》的資料 （简体中文）
- 时光网上《中環英雄》的資料（简体中文）
- AllMovie上《中環英雄》的资料（英文）
- 互联网电影数据库（IMDb）上《中環英雄》的资料（英文）